# Lili Marleen (dal)

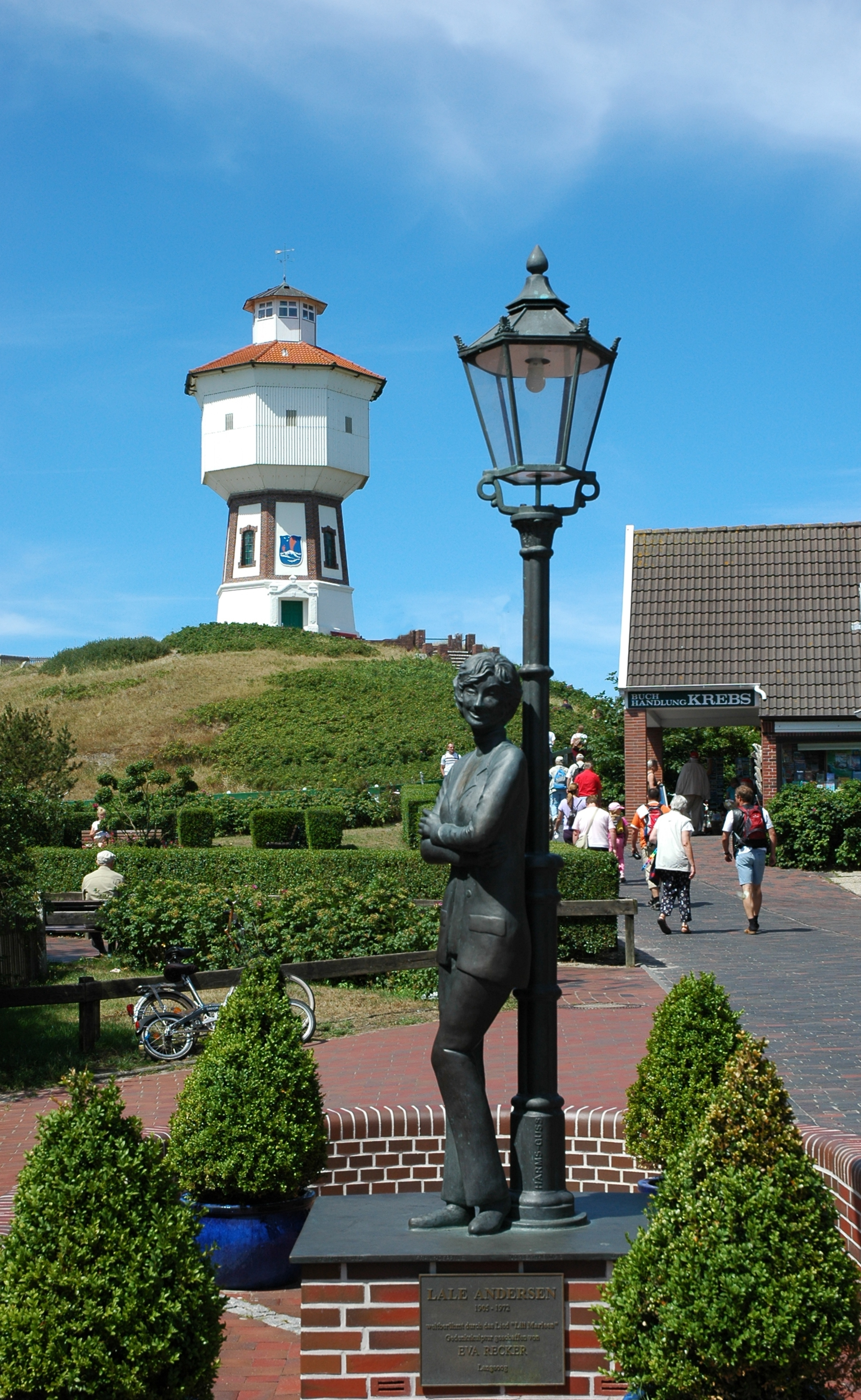
Lili Marleen és Lale Andersen emlékműve a szászországi Langeoogban

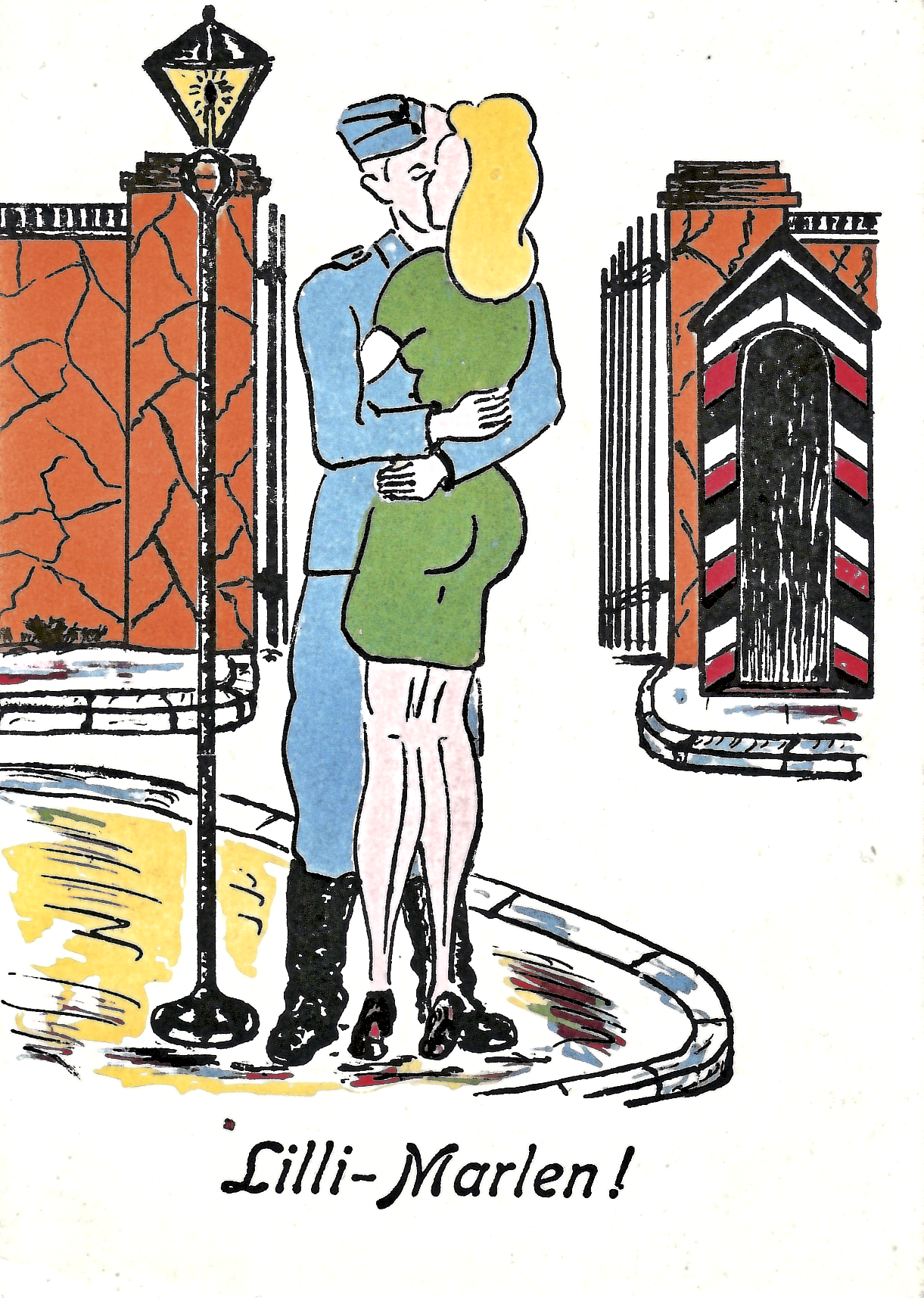
Levelelezőlap; 1942, Párizs

A Lili Marleen című német dal közvetlenül a második világháború előtt keletkezett és már a háború alatt örökzölddé vált.
Hans Leip német költő az első világháború idején két barátnőjét, Lilit és Marleent egy versben örökítette meg 1915-ben az orosz fronton.  A vers először 1937-ben jelent meg egy kötetben „Fiatal őrtálló katona dala” címmel. A birodalmi rádiószolgálatnak (Reichs-Rundfunk Gessellschaft) választékfrissítésre volt szüksége, ekkor fedezték fel a dalt; zenéjét és szövegét kiegészítették. Norbert Schultze a dal zenéjét 1938-ban átdolgozta. A lemezt Lale Andersen népszerű énekesnővel készítették el. Amikor 1941-ben a németek elfoglalták Jugoszláviát, a belgrádi rádióban olyan hanglemezeket játszottak le, amik éppen kéznél voltak, köztük a Lili Marleent.
Erwin Rommel is csodálta a dalt és azon volt, hogy a Radio Belgrád a műsorába illessze.
A dal hihetetlen hatást gyakorolt az otthonuktól távol lévő katonákra, emiatt le is vették a műsorról, Németországban pedig Lale Andersent 1942-ben átmenetileg eltiltották a fellépésektől. A katonák tiltakozásának hatására később a belgrádi rádió műsorába visszakerült a dal, sőt, minden este ezzel zárták az adást. Lale Andersen egy év múlva megint felléphetett, de a Lili Marleent nem énekelhette.
Egy anekdota szerint 1941 májusában a német Afrika-hadtest és a brit nyolcadik hadsereg nézett farkasszemet Tobruknál. Este tízkor megszólalt a Lili Marleen a légierő zenekara kíséretében, mire az angol katonák átkiabáltak a németeknek: „Bajtársak, hangosabban”. A szövetségesek kénytelenek voltak elkészíteni a saját verziójukat. 1944-ben kiadták a Lili Marleen angol nyelvű változatát egy angol énekesnő, Anne Shelton lemezével. Marlene Dietrich a frontokon turnézva pedig már 1943-tól énekelte a dalt.
Magyarul több változata is készült, a „Márikám” elsősorban Nagykovácsi Ilona, a „Kívül a kaszárnyán” Kelly Anna előadásában vált ismertté, de fellépett vele Rácz Vali, Ania Suli és Gervay Marica is.
Werner Fassbinder a dal legendáját feldolgozva filmet készített Lili Marleen címmel.

## Szövege

### Német nyelven
1. Vor der Kaserne

Vor dem großen Tor

Stand eine Laterne

Und steht sie noch davor

So woll'n wir uns da wieder seh'n

Bei der Laterne wollen wir steh'n

|: Wie einst Lili Marleen. :|

2. Unsere beide Schatten

Sah'n wie einer aus

Daß wir so lieb uns hatten

Das sah man gleich daraus

Und alle Leute soll'n es seh'n

Wenn wir bei der Laterne steh'n

|: Wie einst Lili Marleen. :|

3. Schon rief der Posten,

Sie blasen Zapfenstreich

Das kann drei Tage kosten

Kam'rad, ich komm sogleich

Da sagten wir auf Wiedersehen

Wie gerne wollt ich mit dir geh'n

|: Mit dir Lili Marleen. :|

4. Deine Schritte kennt sie,

Deinen zieren Gang

Alle Abend brennt sie,

Doch mich vergaß sie lang

Und sollte mir ein Leids gescheh'n

Wer wird bei der Laterne stehen

|: Mit dir Lili Marleen? :|

5. Aus dem stillen Raume,

Aus der Erde Grund

Hebt mich wie im Traume

Dein verliebter Mund

Wenn sich die späten Nebel drehn

Werd' ich bei der Laterne steh'n

|: Wie einst Lili Marleen. :|

### Magyarul
1. A kaszárnya előtt

A nagy kapu előtt

Állt egy lámpa

És még most is ottan áll

Ott lássuk egymást viszont

A lámpánál állva

|: Mint egykor Lili Marleen. :|

2. Árnyékaink

Egynek látszódtak

Hogy szerettük egymást

Azt rögtön látni lehetett

És mindenki láthatja

Ha a lámpánál állunk

|: Mint egykor Lili Marleen. :|

3. Már kiáltott az őrszem

Takarodót fújnak

Ez három napomba kerülhet

Bajtárs, rögtön jövök

Ekkor elbúcsúztunk egymástól

Oly szívesen veled tartanék

|: Veled, Lili Marleen. :|

4. Ismeri a lépteidet

Kecses járásod

Minden este ég

De engem már rég elfelejtett

És ha baj történne velem

Ki fog a lámpánál állni

|: Veled Lili Marleen? :|

5. A csend birodalmából

A föld talajából

Felemel, mint álmaimban

Szerelmes ajkad

Ha kései köd gomolyog

Ott fogok állni a lámpánál

|: Mint egykor Lili Marleen. :|

### (Szeretlek Márikám)
1. Csöndes az éjjel, sehol semmi fény

Őrszem áll a vártán, derék magyar legény

Nagy Muszkaföldről gondol rám

A sóhajtása száll hozzám

Szeretlek Márikám, szeretlek Márikám

2. Üzenetem néki míg csak leírom

Könnyeimtől ázik a levélpapírom

Elküldöm mégis gyorspostán

Mert érzem, épp most gondol rám

Felsóhajt Márikám, felsóhajt Márikám

3. Kinn a Muszkaföldön tombol már a tél

Jancsikám szívébe a síró szél zenél

S ő egyre ott áll a vártán

Szerelmes szívvel csak vár rám

S azt súgja: Márikám, szeretlek Márikám

4. Amióta elment róla álmodom

Érte szenvedek és csak néki szól dalom

Elbúcsúzott ottan némán

Csak annyit mondott várj énrám

Én szívem, Márikám, én szívem, Márikám

5. Istenem teremtőm adj szívembe erőt

Ne kelljen már várnom, hozd vissza nékem őt

Add hogy ne sírjak én árván

Ki tárt karral és úgy vár rám

Úgy súgja: Márikám, szerelmem, Márikám